# بيل هولدن (لاعب هوكي الجليد)
بيل هولدن هو لاعب هوكي الجليد كندي، ولد في 23 يوليو 1949 في تورونتو في كندا.

## وصلات خارجية
- بيل هولدن على موقع EliteProspects.com (الإنجليزية)
- بيل هولدن على موقع HockeyDB.com (الإنجليزية)
- بيل هولدن على موقع Hockey-Reference.com (الإنجليزية)